# Deportivo CITEN
El Deportivo CITEN fue un club de fútbol peruano, oriundo del Callao. El club llegó a participar en la División Intermedia y posteriormente a la Segunda División Peruana.

## Historia
El club se origina partir de estudiantes del Instituto de Educación Superior Tecnológico Naval, de la marina peruana. El club se inscribe 1984 en la Liga Distrital del Callao, donde obtuvo el ascenso ese año a la Primera Distrital y logró el título en 1985. Con ello el Deportivo CITEN logró ascender a jugar en la División Intermedia en los años 1986 y 1987. 
Posteriormente se integra a la Segunda División Promocional desde 1988 al 1990. En 1988, se enfrenta a otros clubes chalacos de la época, en la zona sur como: el famoso Atlético Chalaco , Sport Boys y el Hijos de Yurimaguas. Luego realiza duelos con otras instituciones castrenses y policiales del momento, tales como E.T.E. (desde 1987) y Alcides Vigo. Para 1991 , por las modificaciones del torneo Segunda División Promocional, se reduce la cantidad de equipos. Por esta razón, tras la Segunda 1990, el club retorna a la Liga Distrital del Callao hasta que no volvió a participar en los torneos distritales.

## Datos del club
- Temporadas en Segunda División: 5 (1986 - 1990).

## Goleadas

### Goleadas recibidas
- Deportivo CITEN 1 - 4 Sport Boys Association (1989)

## Evolución Indumentaria

### Equipo Principal
| Titular 1 | Titular 2 | Titular 3 | Titular 4 | Titular 5 | Titular 6 | Titular 7 | Titular 8 | Titular 9 |  |

## Palmarés
- Liga Departamental del Callao (1): 1985.
- Liga Distrital del Callao (2): 1985, 1994.
- Subcampeón de la Liga Distrital del Callao: 1995.